# Surya Movies
 (mai 2017).
Si vous disposez d'ouvrages ou d'articles de référence ou si vous connaissez des sites web de qualité traitant du thème abordé ici, merci de compléter l'article en donnant les références utiles à sa vérifiabilité et en les liant à la section « Notes et références ».
Surya Movies est une chaîne de télévision en malayalam de Sun TV Network, basée à Chennai, au Kerala, en Inde. Cette chaîne diffuse principalement des films. Elle a été lancée en tant que Kiran TV en 2005, qui était une chaîne musicale. La chaîne a été créée en tant que chaîne consacrée au cinéma, le 15 juillet 2013, après le lancement de Surya Music. Le 15 mars 2017, la chaîne a été rebaptisée Surya Movies. La chaîne diffuse des films tamouls et des films de Bollywood.